# Самарская областная детская библиотека
Сама́рская областна́я де́тская библиоте́ка — библиотека, организующая справочно-библиографическое обслуживание дошкольников и учащихся 1-9 классов. Находится в городе Самара Самарской области по адресу улица Невская, 8. Является подведомственным учреждением министерства культуры Самарской области.
Самарская ОБД оказывает содействие библиотекам региона в привлечении юных читателей, в создании возможностей для интеллектуального развития детей, в соблюдении их прав на доступ к информации. Данное содействие осуществляется посредством оказания методической помощи библиотекам, работающих с детьми, независимо от ведомственной принадлежности.

## История
Самарская детская библиотека открыта в 15 апреля 1937 года. В 1957 году получила статус областной. В это же время активно начинает работать Методико-библиографический отдел библиотеки.
Основными направленями деятельности библиотеки становятся привлечение к чтению юных читателей (как дошкольниками так и учащимися 1-9 классов) для наиболее успешной социализации личности, а также работа с будущими мамами, создание равных условий для удовлетворения читательских потребностей детей всех социальных слоев общества.
Начиная с 1995 года библиотека начинает активно осваивать электронные ресурсы, отдел комплектования создает систему читательских и служебных электронных каталогов:
В 2005 году создается электронный каталог аудиокассет.
Начиная с 1998 года библиотекой было реализовано 13 масштабных проектов, направленных на поддержку интереса детей к чтению.

## Мероприятия
Начиная с момента получения статуса центральной детской библиотеки области, СОДБ постоянно проводит различные мероприятия, повышающие интерес к посещению библиотек и привлечению новых читателей, а также поддержку детского чтения с помощью использования современных информационных технологий.
Помимо этого, организатор большого числа публичных акций, адресованные разным слоям населения, среди которых наиболее известными являются ставшие традиционными акции «День Земли в библиотеке», «Награда для героя», «Из детства – в юность!», «Время читать!», «Здравствуй, малыш!», «Мама и малыш», «День библиотеки в школе» .
- В период с 27 по 28 октября 2011 года в СОДБ состоялась Межрегиональная научно-практическая конференция «Детское чтение и детская библиотека. Диалог продолжается», рассматривающая задачи привлечения общественного внимания к проблемам детского чтения и детской литературы. В конференции участвовали представители Самарской государственной академии культуры и искусств, Самарского государственного университета, Самарской областной писательской организации Союз писателей РФ, Самарской областной детской библиотеки, Самарской областной универсальной научной библиотеки, Самарской областной юношеской библиотеки, Самарской областной библиотеки для слепых, а также специалисты из других областных центров[7].
- В 2010 году с большим успехом прошла областная акция «Читаем детям о войне», проводимая более чем в 1200 детских учреждениях на территории муниципальных образований губернии. В акции приняло участие около 55 000 детей Самарской области[6].
- С апреля по декабрь 2011 года в Самарской губернии проходил широкий проект «160 миниатюрных книг о Самарском крае», реализуемый по постановлению и при поддержке Правительства Самарской области.
- В начале февраля 2011 года, во время проведения мероприятия «Неделя безопасного Рунета» библиотека распахнула свои двери перед детьми младше 14 лет и их родителями, сообщая им о том, как обезопасить себя и свой компьютер от многочисленных и разнообразных угроз, таящихся во «всемирной паутине».
- В 2011 году Самарской областной детской библиотекой был инициирован проект, вошедший в план мероприятий по развитию информационного обществав Самарской области на 2010-2012 годы. В области за это время в детских библиотеках должно быть создано 93 зала электронных ресурсов. Открытие первого такого зала состоялось 7 декабря 2011 года в СОДБ. Основная задача проекта — обеспечение детскому населению области доступности библиотечных услуг на базе информационно-коммуникационных технологий[8].
- Уже в течение 6 лет Самарская ОДБ организует передвижные выставки «Книжный караван», в рамках проекта «Эффективное использование фонда ГУК «Самарская областная детская библиотека» детьми и подростками муниципальных образований Самарской области». За это время партнерами данного мероприятия стали 17 районов Самарской области. Последняя из подобных передвижных выставок была проведена в Кинель-Черкасском районе: выставка открылась 30 марта 2011 года в помещении Кинель-Черкасского районного дома культуры и по сельским библиотекам района.[9].

## Отделы
- Отдел обслуживания дошкольников
- Отдел обслуживания школьников
- Отдел читальных залов
- Зал электронных ресурсов
- Методико-библиографический отдел
- Отдел комплектования и каталогизации
- Отдел хранения фондов

## Фонд
На 1 января 2011 года фонд библиотеки составляет 112204 экземпляров документов. Каждый год фонд пополняется примерно на 7,5 тысяч экземпляров. В фонде библиотеки есть издания, представляющие особую ценность: книги с автографами писателей, старинные книги, книги-гиганты, книги-малышки, книги-театры.